# Universidades para el Bienestar Benito Juárez García
Universidades para el Bienestar Benito Juárez García (UBBJ) es un programa creado en el año 2019, con el objetivo de facilitar el acceso a los estudios universitarios de gran cantidad de aspirantes a estudios superiores que no pueden acceder a los mismos por imposibilidad de trasladarse a otra ciudad[cita requerida]. El Programa se puso en marcha con el decreto del 30 de julio de 2019 del presidente de México, Andrés Manuel López Obrador, por el cual se creó el Organismo Coordinador de las Universidades para el Bienestar Benito Juárez García, un organismo público creado como organismo público descentralizado, con personalidad jurídica propia y autonomía técnica y de gestión, cuya sede principal se ubica en Pátzcuaro.
De acuerdo con los tres primeros artículos del decreto de creación, son funciones del Organismo Coordinador: prestar, desarrollar, coordinar y orientar servicios de educación superior a través de sus sedes educativas; determinar y aprobar sus planes y programas de estudio, conforme a las disposiciones jurídicas aplicables; planear, ejecutar y evaluar sus actividades académicas, garantizando la pertinencia en la formación de sus estudiantes, así como promover la constitución de un modelo educativo basado, en la filosofía del servicio a los demás, la búsqueda del bienestar colectivo y la preservación del patrimonio histórico, social y biocultural de nuestro país, de conformidad con las disposiciones jurídicas aplicables.
La administración de las UBBJ corresponde a un órgano de gobierno integrado por representantes de:
1. Secretaría de Educación Pública (México).
2. Secretaría de Hacienda y Crédito Público (México).
3. Secretaría de Bienestar.
4. Secretaría de Relaciones Exteriores.
5. Secretaría de Desarrollo Agrario, Territorial y Urbano.
6. Instituto Nacional de los Pueblos Indígenas.[1]